# Església de la Santíssima Trinitat de Fulnek
L'Església de la Santíssima Trinitat a Fulnek (Moràvia, República Txeca), és una construcció de mitjan segle xviii, situada darrere el castell que domina la ciutat, forma part de les construccions barroques més valuoses del nord-est de Moràvia. Se situa al mateix lloc que l'antiga església parroquial, que data del segle xiii.
L'església fou construïda arran del culte creixent a una imatge local de la Verge Maria Auxiliadora la qual hom creu que vessava llàgrimes i que després de pregar-hi van ocórrer alguns guariments miraculosos.
L'arquitecte del temple fou Nikolaus Thalherr, l'interior de l'església és decorat per pintures murals de Joseph Ignatz Sadler, imatges d'Ignatz Viktorin Raab i Felix Ivo Leicher, així com per mobiliari valuós.